# Bélgica no Festival Eurovisão da Canção Júnior
A Bélgica competiu em todos os Festival Eurovisão da Canção Júnior antes de desistir em 2013. O melhor resultado do país foi em 2009, quando Laura Omloop ficou em 4º lugar com "Zo verliefd". O pior resultado da Bélgica foi em 2007, com o Trust em 15º lugar com "Anders".

## Hístoria
A Bélgica é um dos dezesseis países que fez sua estreia em 2003, que aconteceu em 15 de novembro de 2003 no Fórum em Copenhague, Dinamarca.
Duas emissoras já foram responsáveis pela participação da Bélgica, tanto a emissora flamenga Vlaamse Radio- en Televisieomroep (VRT) quanto a emissora valã Radio télévision belge de la communauté française (RTBF) foram responsáveis pela organização do Belga entrada para a Eurovisão Júnior. As duas emissoras compartilharam a responsabilidade, com a VRT organizando um ano e a RTBF organizando no ano seguinte. Em 2003, a VRT organizou a inscrição belga, enviando X!NK para Copenhague com "De vriendschapsband", enquanto em 2004, a RTBF organizou a inscrição belga, enviando os Free Spirits para o concurso em Lillehammer com "Accroche-toi".
2005 marcou uma mudança no formato, com ambas as emissoras organizando uma final nacional devido ao concurso de 2005 ser realizado na cidade belga de Hasselt. Cada emissora escolheu seis músicas para competir em uma final nacional, com o vencedor final representando a Bélgica no concurso. A vencedora foi Lindsay Daenen com "Mes rêves". 2006 voltou ao formato anterior, com a VRT organizando a entrada. Na sequência disto, a RTBF decidiu retirar-se da Eurovisão Júnior devido à falta de interesse pelo concurso na Valónia e na RTBF. Isso deu à VRT o controle total da entrada da Bélgica na Eurovisão Júnior.
Embora a VRT seja uma emissora holandesa, incluiu algumas canções francesas nas suas finais nacionais, por exemplo, em 2008. No entanto, desde 2006, todas as inscrições belgas foram em neerlandês. Em 2010, a Bélgica enviou uma dupla pela primeira vez. A Bélgica também foi o primeiro país confirmado para participar do Festival Eurovisão da Canção Júnior 2011 e 2012.
Em 26 de março de 2013, a VRT anunciou que a Bélgica se retiraria do concurso em 2013 para lançar um novo espetáculo para jovens artistas na Bélgica. No entanto, eles realizaram uma final nacional chamada Wie wordt Junior?, que foi vencida por Pieter Vreys, então com 14 anos. Em 20 de dezembro de 2013, o canal de TV flamengo Ketnet da Bélgica anunciou que não estava mais interessado no Junior Eurovision e decidiu não retornar. Em 31 de dezembro de 2023, a VRT afirmou que ainda não havia tomado decisão quanto ao retorno ao concurso em 2024, mas que consideraria a possibilidade nos meses seguintes. No entanto, a Bélgica acabou por optar por não participar no concurso de 2024.

## Idiomas a concurso
| Idioma          | Vezes |
| --------------- | ----- |
| Francês         | 2     |
| Neerlandesa     | 7     |
| Francês, Inglês | 1     |

## Participação
Legenda
     Vencedor
     2.º lugar
     3.º lugar
     Pontuação Nula ("Null Points")/Último Lugar
     Melhor classificação (fora do top 3)
     Qualificação para a final (fora do top 3)
     País-anfitrião
     Desclassificado
| #                         | Ano              | Artista(s)      | Lingua              | Canção                                                                                          | Tradução                                                              | Lugar | Pontos |
| ------------------------- | ---------------- | --------------- | ------------------- | ----------------------------------------------------------------------------------------------- | --------------------------------------------------------------------- | ----- | ------ |
| 1º                        | Copenhaga 2003   | X!nk            | Neerlandesa         | "De vriendschapsband" C & L:Jonas Meukens, Thomas Valkiers                                      | O vínculo de amizade                                                  | 6º    | 83     |
| 2º                        | Lillehammer 2004 | Free Spirits    | Francês             | "Accroche-toi" C & L:Fabrice Morelle, Olivier Losciuto, Samuel Evrard                           | Espere                                                                | 10º   | 37     |
| 3º                        | Hasselt 2005     | Lindsay         | Francês             | "Mes rêves" C & L:Lindsay Daenen                                                                | Meus sonhos                                                           | 10º   | 63     |
| 4º                        | Bucareste 2006   | Thor!           | Neerlandesa         | "Een tocht door het donker" C & L:Thor                                                          | Uma viagem pela escuridão                                             | 7º    | 71     |
| 5º                        | Roterdão 2007    | Trust           | Neerlandesa         | "Anders" C:Luc Standaert L:Mirek Coutigny, Matthieu Renier, Eva Storme & Laurens Platteeuw      | De outra forma                                                        | 15º   | 19     |
| 6º                        | Limassol 2008    | Oliver          | Neerlandesa         | "Shut up!" C & L:Oliver                                                                         | Cale-se!                                                              | 11º   | 45     |
| 7º                        | Kiev 2009        | Laura Omloop    | Neerlandesa         | "Zo verliefd" C & L:Alain Vande Putte, Laura Omloop, Miguel Wiels, Peter Gillis                 | Tão apaixonado                                                        | 4º    | 113    |
| 8º                        | Minsk 2010       | Jill & Lauren   | Neerlandesa, inglês | "Get up!" C & L:Alain Vande Putte, Jill Van Vooren, Lauren De Ruyck, Miguel Wiels, Peter Gillis | Levantar!                                                             | 7º    | 61     |
| 9º                        | Erevan 2011      | Femke           | Neerlandesa         | "Een kusje meer" C & L:Femke Verschueren, Peter Gillis, Vincent Goeminne                        | Mais um beijo                                                         | 7º    | 64     |
| 10º                       | Amesterdão 2012  | Fabian Feyaerts | Neerlandesa         | "Abracadabra" C & L:Fabian Feyaerts, Jeroen Swinnen, Stefaan Fernande                           | "Abracadabra" C & L:Fabian Feyaerts, Jeroen Swinnen, Stefaan Fernande | 5º    | 72     |
| Não participou desde 2013 |                  |                 |                     |                                                                                                 |                                                                       |       |        |

### Galeria

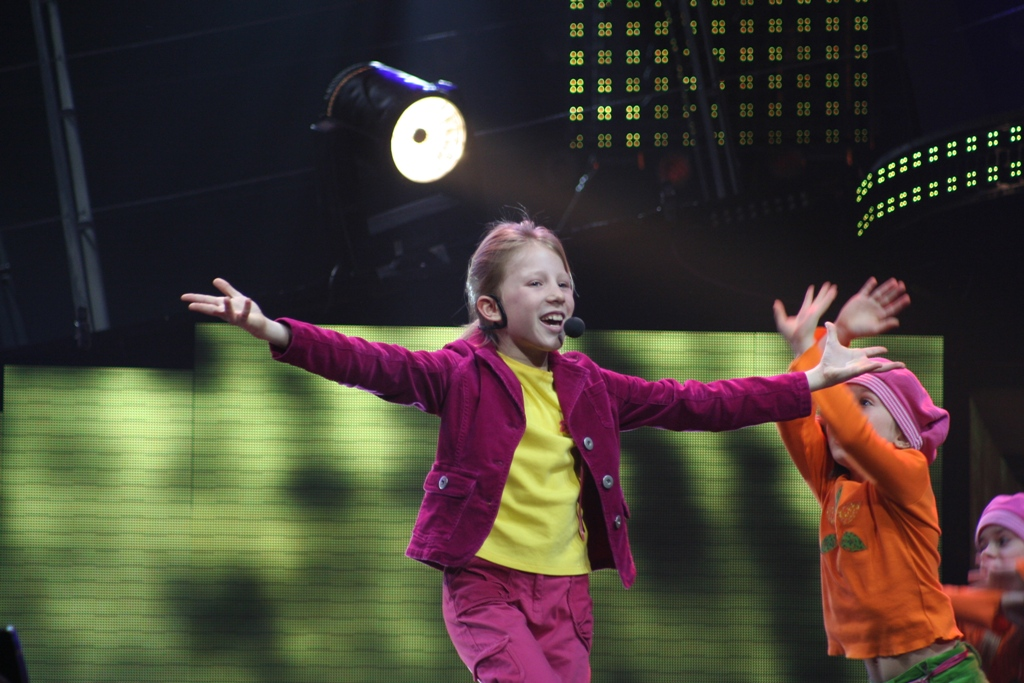
Lindsay Daenen representou a Bélgica no concurso de 2005 realizado em Hasselt
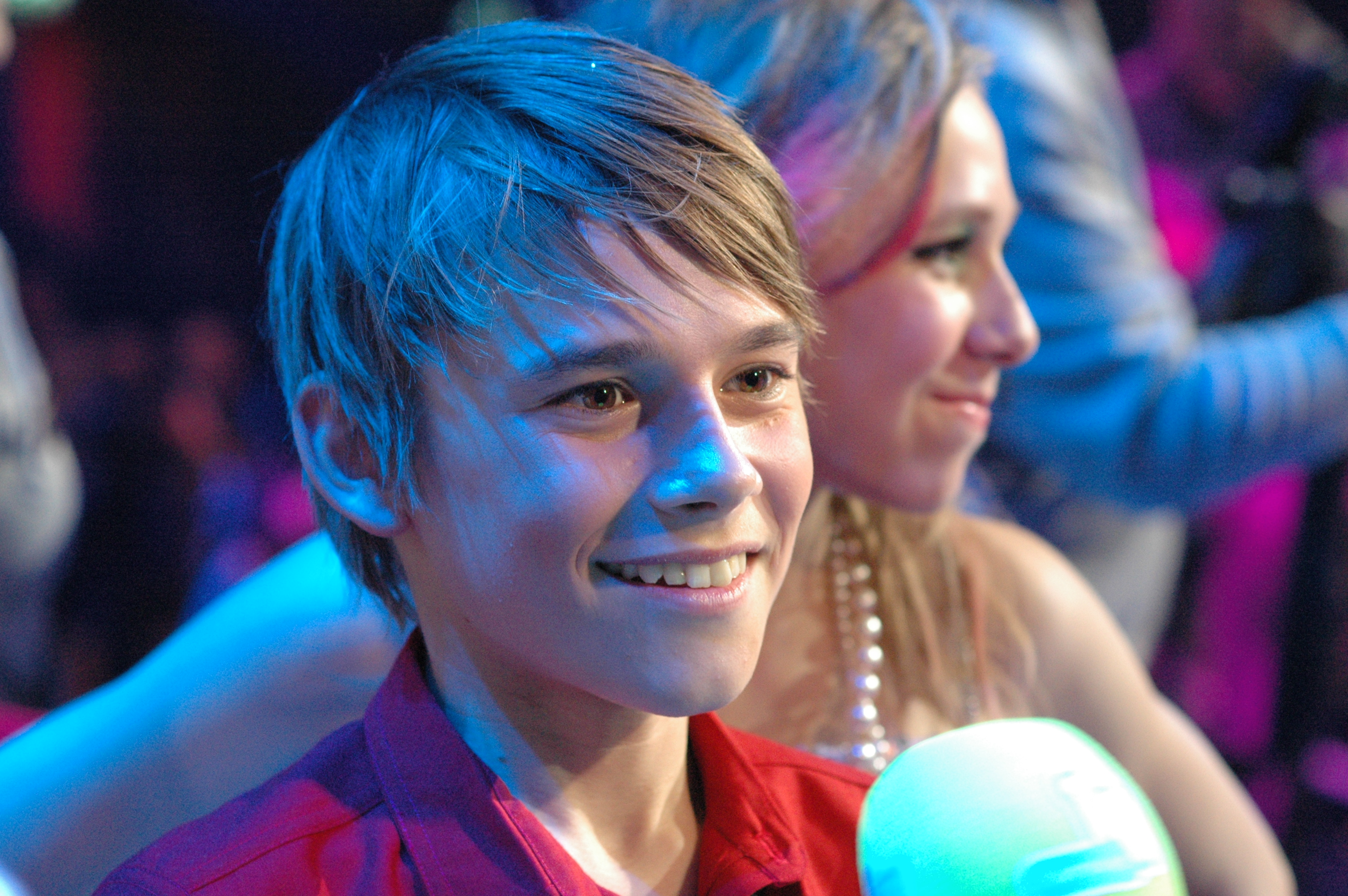
Fabian Feyaerts representou a Bélgica no concurso de 2012 realizado em Amsterdão

## Comentadores e porta-vozes
| Anos          | Comentadores                                          | Porta-voz             | Ref |
| ------------- | ----------------------------------------------------- | --------------------- | --- |
| 2003          | Ilse Van Hoecke and Bart Peeters Corinne Boulangier   | Judith Bussé          |     |
| 2004          | Ilse Van Hoecke and Marcel Vanthilt Jean-Louis Lahaye | Alexander Schönfelder |     |
| 2005          | Ilse Van Hoecke and André Vermeulen Jean-Louis Lahaye | Max Colombie          |     |
| 2006          | Ilse Van Hoecke and Jelle Cleymans                    | Sander Cliquet        |     |
| 2007          | Kristien Maes and Ben Roelants                        | Bab Buelens           |     |
| 2008          | Kristien Maes and Ben Roelants                        | Chloé Ditlefsen       |     |
| 2009          | Kristien Maes and Ben Roelants                        | Oliver Symons         |     |
| 2010          | Kristien Maes and Tom De Cock                         | Laura Omloop          |     |
| 2011          | Kristien Maes and Tom De Cock                         | Jill & Lauren         |     |
| 2012          | Astrid Demeure and Tom De Cock                        | Femke Verschueren     |     |
| 2013–Presente | Sem transmissão                                       | Não participou        |     |

## Edições realizadas na Bélgica
| Ano  | Cidade  | Local        | Apresentador(es)                  |
| ---- | ------- | ------------ | --------------------------------- |
| 2005 | Hasselt | Ethias Arena | Maureen Louys and Marcel Vanthilt |